# Alianza germano-otomana

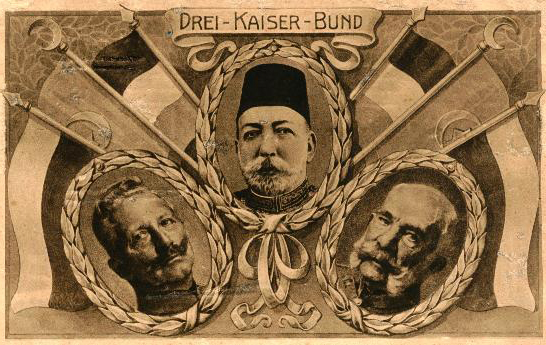
Imagen representando a la "Liga de los Tres Emperadores"

La alianza germano-otomana fue la alianza establecida entre el Imperio otomano y el Imperio alemán el 2 de agosto de 1914. Fue esta alianza la que condujo al Imperio otomano a entrar en la Primera Guerra Mundial del lado de las Potencias Centrales que finalmente acabó con la partición del Imperio otomano.

## Imperio Otomano
En Turquía existía un movimiento a favor de una alianza con Francia y Reino Unido, apoyado por personalidades como Talat Pasha. Sin embargo era imposible conciliar una alianza con Francia, puesto que su principal aliado era Rusia, el archienemigo de los otomanos desde las guerras entre ambos imperios, especialmente las del siglo XIX.
El sultán otomano Mehmed V quería específicamente que el Imperio mantuviera la no-beligerancia. No obstante, las presiones por parte de Alemania y de su consejeros terminaron provocando que los otomanos entraran en guerra contra la Triple Entente.

## Alemania
Alemania necesitaba a los otomanos de su lado. Los planes del Orient Express, que transportaría pasajeros a través de los Balcanes hasta Constantinopla, finalizaron en 1888. El Sultán dio permiso a banqueros alemanes para expandir el ferrocarril hasta Bagdad, lo cual habría permitido al Imperio Otomano formar parte de la Europa industrializada. A cambio habría otorgado una importante presencia alemana en el golfo Pérsico, lo cual supondría una considerable ayuda para el control de sus colonias de ultramar, y una mayor facilidad para su comercio con India, aparte de suponer un valiosísimo acceso al petróleo de Irak.

## El Tratado secreto
La alianza se formalizó con un tratado secreto, firmado por el Imperio otomano y el Imperio alemán el 2 de agosto de 1914, un día después de que Alemania declarara la guerra al Imperio ruso. La alianza fue ratificada por muchos oficiales otomanos de alto rango, incluyendo el Gran Visir Said Halim Pasha (equivalente a un jefe de gabinete occidental), el ministro de Guerra Enver Pasha, el ministro de Interior Talat Pasha, y el jefe del Parlamento Halil Bey.
- Datos: Q261982